# Taiaroa tauhou
Taiaroa tauhou es la única especie de corales de la familia Taiaroidae, orden Alcyonacea, clase Anthozoa. 
La posición filogenética de esta familia dentro de la subclase Octocorallia continua sin resolver.
Pertenece a los llamados corales blandos, así denominados porque, al contrario de los corales duros del orden Scleractinia, no generan un esqueleto de carbonato cálcico, por lo que no son corales hermatípicos o constructores de arrecife. 

## Morfología
Los pólipos, de forma cilíndrica, contienen en su zona distal, o anthostele, husos espinosos dispuestos longitudinalmente en ocho tractos interseptales. La zona apical, o anthocodiae, es totalmente retráctil  y cuenta con ocho tractos convergentes de husos bajo sus ocho tentáculos. Estos y las pínulas están abundantemente provistos de varillas espinosas.
Los pólipos alcanzan los 36,5 mm de altura y 7 mm de diámetro.

## Hábitat y distribución
Los especímenes recolectados se localizaron todos en Nueva Zelanda, entre los 300 y casi 800 m de profundidad.